# Obispo Maximo
Primaten för den gammalkatolska Oberoende filippinska kyrkan tituleras Obíspo Máximo.
Ärkebiskopen (primaten) väljs av kyrkans generalförsamling. Nuvarande obispo maximo är Hans Högvördighet Godofrédo Davíd y Juíco, Obíspo Máximo XI, som har sitt säte i Manila, National Cathedral of the Holy Child.    

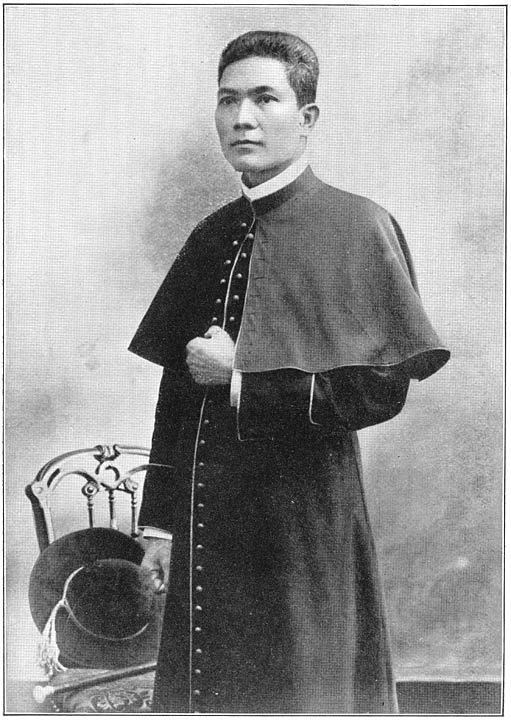
Gregorio Aglipay, kyrkans förste primat

## Förteckning
- Gregorio Aglipay y Labáyan (1902–1940)
- Santiago António Fonacier y Suguítan (1940–1946)
- Gerardo Bayaca y Medina (1946)
- Isabélo de los Reyes, Jr y López (1946–1971)
- Macário Ga Y Vilches (1971–1981)
- Abdias dela Cruz y Rebantád (1981–1987)
- Soliman Ganno y Flores (1987–1989)
- Tito Pasco Y Esquíllo (1989–1993)
- Alberto Raménto Y Baldovino (1993–1999 )
- Tomás Millaména Y Amabran (1999-2005)
- Godofrédo David y Juíco (2005-2011)
- Ephraim Fajutagana y Servanez (2011-2017)
- Rhee Timbang y Millena (2017-2023)
- Joel Porlares y Ocop (från 2023)